# 飛鳥井雅四
飛鳥井 雅四（あすかい まさし、1885年〈明治18年〉12月4日 - 1974年〈昭和49年〉7月25日）は、日本の陸軍軍人。最終階級は陸軍少将。

## 経歴
1885年（明治18年）に東京府で生まれた。陸軍士官学校第18期、陸軍砲工学校高等科第16期（優等）卒業。1914年（大正3年）に、東京帝国大学工科大学電気工学科を卒業した。
イギリス駐在を経て、1928年（昭和3年）8月に陸軍通信学校研究部主事に就任し、1930年（昭和5年）3月6日に陸軍工兵大佐に進級、8月1日に電信第2連隊長に転じた。1932年（昭和7年）4月に近衛師団司令部附となり、日本大学に配属された。
1933年（昭和8年）8月に陸軍砲工学校教官に転じ、1934年（昭和9年）8月1日に陸軍少将に進級と同時に津軽要塞司令官に着任。1935年（昭和10年）8月1日に待命、8月28日に予備役に編入された。
1947年（昭和22年）11月28日、公職追放仮指定を受けた。